# Miguel Barbieri
Miguel Ángel Barbieri (ur. 24 sierpnia 1993 w Buenos Aires) – argentyński piłkarz występujący na pozycji środkowego obrońcy, od 2024 roku zawodnik Rosario Central.